# Bhrygu
Bhrygu (dewanagari भृगु trl. bhṛgu, ang. Bhrigu) – jeden z synów Brahmy, starożytny natchniony mędrzec indyjski (ryszi - dewanagari ऋषि trl. ṛṣi, ang. rishi).
Przeprowadził wiele ceremonii jadźńy i pobłogosławił ten świat licznym potomstwem. Bhrygu rezyduje w powozie Boga Słońca w miesiącu Śrawana (od 23 lipca do 22 sierpnia). W dziesiątej dwaparajudze, Śiwa zstąpił jako mędrzec Bhrygu.

## Pochodzenie i postacie powiązane

### Pochodzenie
- Zgodnie z Wisznupuraną[2] i Kurmapuraną[3] oraz naukami Guru adźapajogi[4] mędrzec Bhrygu jest jednym z dziewięciu, stworzonych przez Brahmę w pierwszej manwantarze, wielkich starożytnych mędrców zwanych nawabrahmarszimi (dziewięcioma brahmarszimi). Pozostałych ośmiu to: Marići, Angiras, Pulastja, Pulaha, Kratu, Daksza, Atri i Wasisztha.
- Jest jednym z pradźapatich (dewanagari प्रजापति, trl. prajāpati,  ang. Prajapati, tłum. pan stworzeń, praojciec ludzkości, obrońca życia) oraz manasaputra - zrodzonym z umysłu Brahmy. Brahma  powołał go do istnienia swoim pragnieniem, aby towarzyszył mu w procesie tworzenia.
- W Puranach można odnaleźć podania, iż Bhrygu został zrodzony jako ósmy syn ze skóry[5] lub dotyku[6] Brahmy.

### Żony i potomstwo

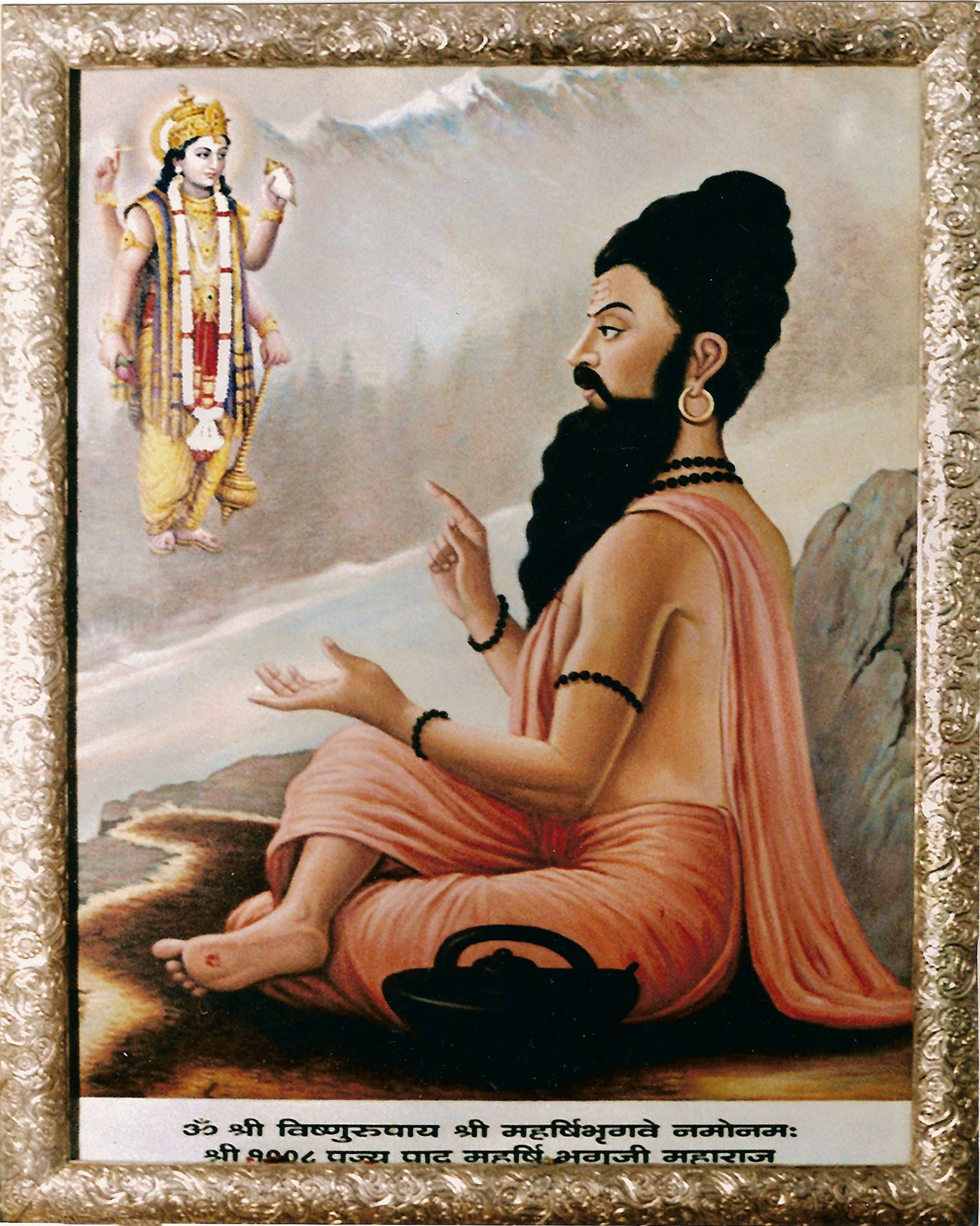
Brahmarszi Bhrygu ze zbioru
Bhrigu Stotram.

- Bhrygu przyjął za żonę Khjati (dewanagari ख्याति, trl. khyāti, ang. Khyati, tłum. sława, chwała, znakomitość), córkę brahmarsziego Dakszy, z którą miał dwóch synów o imionach Dhata i Widhata oraz córkę Śri (dewanagari श्री, trl. śrī, ang. Sri lub Shri)[7], która została poślubiona Wisznu (Narajanie). Natomiast Bhawiszjapurana 4.10 wspomina, iż córką Bhrygu i Khjati była Lakszmi (dewanagari लक्ष्मी, trl. lakṣmī, ang. Lakshmi), która została poślubiona Wisznu (Narajanie)[8].
- Inny fragment Bhawiszjapurana - 4.31 wspomina, że w okresie satjajugi córką Brygu była Diksza (dewanagari दीक्षा, trl. dīkṣā, ang. Diksha), która została poślubiona Sumantu Muniemu[9].
- Jednym ze znamienitych synów mędrca Bhrygu i jego żony Usza/Uszana (dewanagari ऊष/ऊषणा, trl. ūṣa/ūṣaṇā, ang. Usha/Ushana) był Śukra (lub Śukraczarja) (dewanagari शुक्र, trl. śukra, ang. Shukra, tłum. jasny, biały), który był obrońcą i guru asurów[10]. Bhawiszjapurana - 4.21 wskazuje na Diwję (dewanagari दिव्य, trl. divya, ang. Divya) jako żonę Bhrygu i matkę Śukry[11].
- Bhrygu miał dużo innych dzieci, jak słynny maharszi (dewanagari महर्षि, trl. maharṣi, ang. Maharishi) Ćjawana (dewanagari महर्षि, trl. cyavana, ang. Chyavana) zrodzony ze związku Bhrygu i jego żony Pulomy (dewanagari पुलोमा, trl. pulomā)[12]. Mówi się, że maharszi Ćjawana jako pierwszy przygotował regenerującą ajurwedyjską pastę ziołową, popularny obecnie ćjawanapraś (dewanagari च्यवनप्राश, trl. cyavanaprāś, ang. chyawanprash). Od jego imienia pochodzi nazwa tej pasty. Pierwsza, historycznie udokumentowana, formuła ćjawanapraśu, znajduje się w starożytnym traktacie ajurwedyjskim zatytułowanym Ćarakasanhita (ang. Charak Samhita).[potrzebny przypis]

## Recepcja w literaturze hinduistycznej
- Wajupurana wspomina mędrca Bhrygu, gdy jest obecny wraz ze swoim teściem Dakszą, przy wielkiej jadźńie.
- W Bhagawadgicie Kryszna mówi o Bhrygu: "Jestem Bhrygu pośród wielkich mędrców, ...."[13].

### Test Trimurti - Boskiej Trójcy
Wielu starożytnych mędrców zebrało się nad brzegiem rzeki Saraswati, aby wziąć udział w wielkiej jadźńie organizowanej tam w tym czasie. Bhrygu był tam również obecny. Wszyscy zebrani wielcy starożytni święci i mędrcy nie mogli zdecydować się, który z Trimurti - Boskiej Trójcy - Wisznu, Brahma czy Śiwa, jest najznamienitszy i któremu z nich powinna być ofiarowana ta wielka jadźńia. Za zgodą zgromadzonych zadanie rozwiązania tego problemu zostało powierzone właśnie Bhrygu.

Po otrzymaniu powierzonego zadania, Bhrygu postanowił przetestować jako pierwszego Brahmę. Udał się na Brahmalokę, do siedziby Brahmy, aby spotkać tam swojego ojca. Po osiągnięciu Brahmaloki, mędrzec celowo nie pokłonił się, ani nie okazał żadnego szacunku należnego Brahmie. Brahma był bardzo niezadowolony z zachowania swojego syna, ale nic nie powiedział.

Z siedziby swojego ojca Bhrygu udał się na górę Kajlas, aby spotkać swojego starszego brata Śiwę, który bardzo uradował się widząc go. Jednak Bhrygu nie odwzajemnił tego i zaczął krytykować Śiwę za jego dziwactwa. Śiwa wpadł w szał i próbował zaatakować Bhrygu swoim triśula - trójzębem. Dopiero ukochanej małżonce Śiwy bogini Parwati udało się go uspokoić.

Następnie Bhrygu udał się do siedziby Wisznu na planetę Wajkuntha. Akurat w tym czasie Wisznu spał i bogini Lakszmi przywitała mędrca. Ten, aby obudzić Wisznu, kopnął go mocno w klatkę piersiową. Wisznu przebudził się i natychmiast pokłonił do stóp Bhrygu grzecznie przepraszając go za to, że nie zauważył jego przybycia. Poprosił również mędrca, aby ten wybaczył mu, jeżeli jego miękka stopa doznała urazu uderzając o jego twardą klatkę piersiową. Następnie delikatnie pomasował stopę Bhrygu i pochwalił go za to, co zrobił mówiąc, że święty kurz ze stopy mędrca pozostanie na zawsze na jego klatce piersiowej. Ten ślad stopy pozostawiony przez Bhrygu, na klatce piersiowej Wisznu, nazywany jest Śri Wats (ang. Shri Vats). Zachowanie Wisznu, bardzo usatysfakcjonowało Bhrygu, był on z tego bardzo zadowolony i ogłosił go najznamienitszym z Trimurti.

Z powodu tego incydentu, mędrzec Bhrygu stał się znany jako Pada (w hindi oznacza stopy) Bhrygu, co można tłumaczyć jako "mędrzec, który wykorzystał swoje stopy w celu zbadania bogów".

### Klątwa rzucona na Wisznu
Syn Bhrygu – Śukra/Śukraćaria – który był duchowym opiekunem asurów, wykonywał ciężką pokutę, która miała trwać 1000 lat, aby uzyskać w nagrodę od Śiwy mantrę, która zapewniłaby asurom niezwyciężoność w odwiecznej walce z dewami. Dewowie, dowiedziawszy się o zamiarach Śukraćarii, postanowili zniszczyć asurów pod nieobecność ich duchowego opiekuna zanim  posiądzie on tajemnicę mantry. Bezbronni w tym czasie asurowie schronili się w pustelni Bhrygu – ojca Śukraćarii. Wykorzystując czasową nieobecność Bhrygu, dewowie przybyli do pustelni, by zniszczyć skrywających się tam asurów. Wówczas w ich obronie stanęła Diwja (lub według innych źródeł Usza) – żona Bhrygu. Dzięki swej potężnej mocy unieruchomiła ona króla dewów Indrę. Przestraszeni dewowie wezwali na pomoc Wisznu, aby uratował Indrę. Wisznu wypuścił swój śmiercionośny dysk sudarśana ćakrę odcinając głowę Diwji. Kiedy Bhrigu powrócił do swojej pustelni, ujrzał swoją małżonkę martwą i pozbawioną głowy. Rozwścieczony Bhrygu rzucił wówczas na Wisznu klątwę, że ten będzie musiał odradzać się na ziemi dziesięciokrotnie, aby odkupić swój grzech. Skutkiem tej klątwy są kolejne inkarnacje Wisznu na Ziemi. Następnie Bhrygu wykorzystując swoje moce, połączył głowę z ciałem i dał swojej małżonce Diwji nowe życie.

## Recepcja w nurtach hinduistycznych

### Adźapajoga

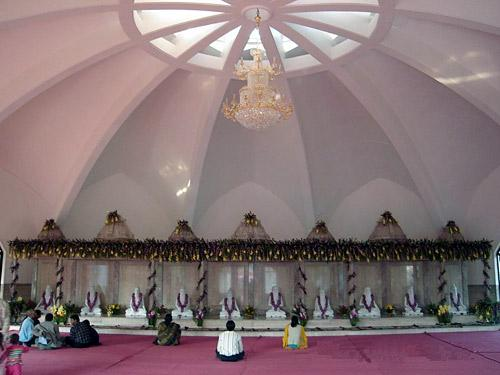
Wnętrze Świątyni Dziewięciu Brahmarszich w aśramie adźapajogi w Jamshedpurze w Indiach.

Guru adźapajogi nauczają, iż technika praktyki jogi zwanej adźapą wywodzi się od dziewięciu synów Brahmy zwanych nawabrahmarszimi. Zgodnie z tą tradycją jednym z brahmarszich jest Bhrygu. Wszyscy ci brahmarszi biorą udział w kreacji wszechświata i otaczają go swoją opieką. Mając na uwadze powyższe aspekty Guru Janardan Paramahansa, około roku 1970, postanowił stworzyć świątynię ku ich czci. Wizja Guru Janardana została zrealizowana w 1976 roku. Na terenie aśramu adźapajogi w Dimna koło Jamshedpur w Indiach, powstała pierwsza na świecie świątynia poświęcona wszystkim dziewięciu brahmarszim. Następca Guru Janardana, Guru Prasad Paramahansa, około 2001 roku postanowił dokonać przebudowy istniejącej świątyni. Uroczyste otwarcie odnowionej świątyni nastąpiło 24 grudnia 2006 roku, jest ona wzorowana w swoim wyglądzie na świątyni w Siddhaśramie (dewanagari सिद्धाश्रम, trl. Siddhāśrama). Świątynia ta zwana jest Rishi Mandir czyli Świątynia Ryszich.